# Долгая прогулка Билли Линна в перерыве футбольного матча
«Долгая прогулка Билли Линна в перерыве футбольного матча» (англ. Billy Lynn's Long Halftime Walk) — американский военно-драматический фильм, снятый Энгом Ли по одноимённому роману Бена Фаунтейна.

## Сюжет
История о 19-летнем солдате Билли Линне из Техаса и его взводе, который выживает в битве в Ираке. Во время боя они оказываются заснятыми на портативные новостные камеры, и из них вовсю лепят героев. Их привозят домой и отправляют в промотур, кульминацией которого становится шоу в перерыве футбольного матча в День благодарения. В перерыве Билли знакомится с чирлидершей Фейзон, которая вовсю мотивирует его вернуться назад в Ирак и продолжать геройства. Билли встречается с ней после матча и понимает, что она лишь часть пропаганды и что они больше не встретятся. Сестра же уже договорилась с врачом о признании его негодным к дальнейшей службе, но также после матча Билли отказывается от её помощи и возвращается к взводу. Там же, в зоне погрузки стадиона взвод вступает в драку с рабочими сцены, с которыми они повздорили ещё на поле. В итоге взвод уезжает со стадиона, желая поскорее покинуть США и вернуться на войну.

## В ролях
- Джо Элвин — Билли Линн
- Кристен Стюарт — Кэтрин Линн
- Крис Такер — Альберт
- Гаррет Хедлунд — сержант Дэвид Дайм
- Вин Дизель — Шрум Брим
- Стив Мартин — Норм Оглесби
- Макензи Ли — Фейзон Цорн
- Элизабет Честанг — Бейонсе

## Производство
Съёмки фильма начались в середине апреля 2015 года в Локуст Гроув и длились 49 дней. Съемки также проходили в Марокко и в центре Атланты 17 апреля 2015 года.